# Zarapicos
Zarapicos és un municipi de la província de Salamanca a la comunitat autònoma de Castella i Lleó. Limita al Nord amb Almenara de Tormes, a l'Est amb El Pino de Tormes, al Sud amb Porteros (Carrascal de Barregas) i a l'Oest amb San Pedro del Valle.

## Demografia
| 1991 | 1996 | 2001 | 2004 |
| ---- | ---- | ---- | ---- |
| 78   | 70   | 69   | 95   |